# Rheinwaldhorn
Rheinwaldhorn, italsky Adula, rétorománsky Piz Valrhein, je s nadmořskou výškou 3 402 metrů nejvyšší hora horské skupiny Adula, respektive Adulských Alp. Hora leží na jihu Švýcarska, na hranicích kantonů Ticino a Graubünden, v jižní části horské skupiny, severně až severovýchodně od města Bellinzona. Mohutný horský masiv má řadu ledovců.